# Branko Tomović

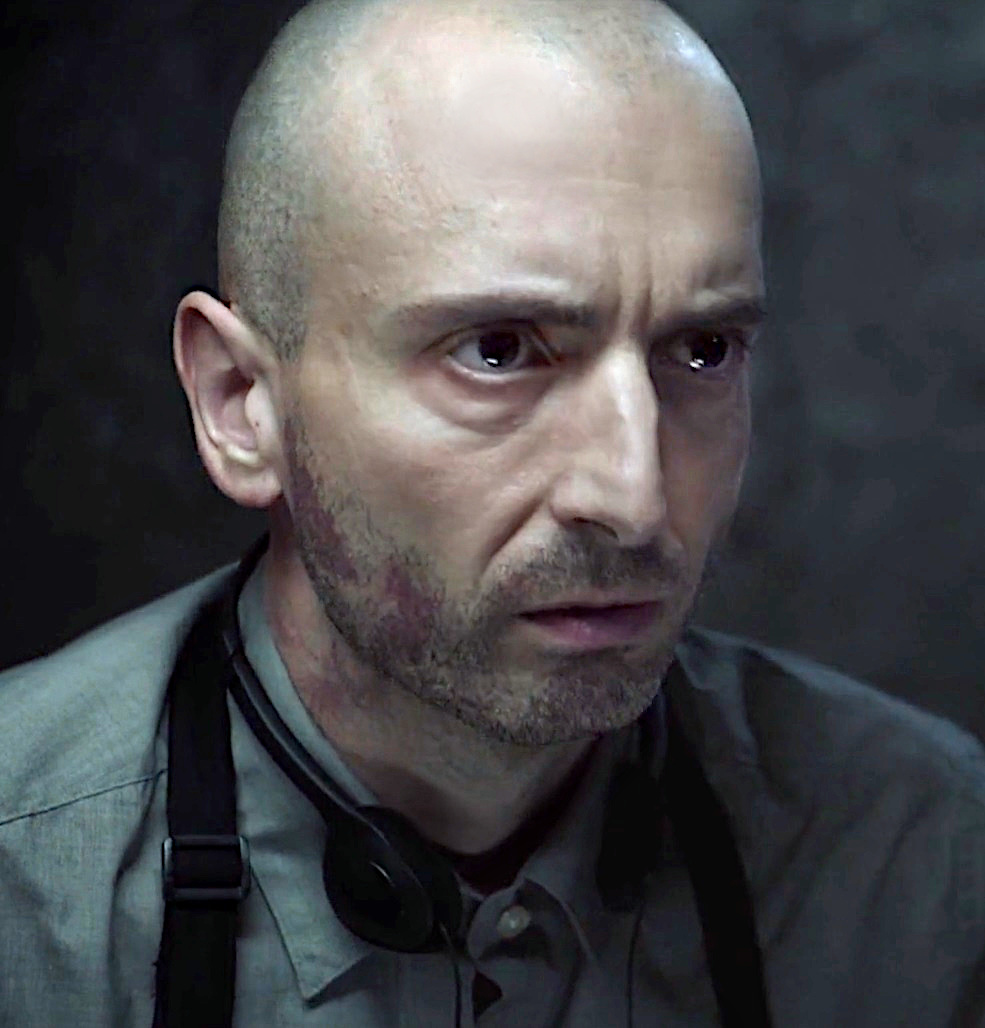
Branko Tomović im Jahr 2016

Branko Tomović (* 17. Juni 1980 in Münster) ist ein deutscher Schauspieler.

## Werdegang
Tomović stammt aus einer serbischen Familie. Er legte sein Abitur am Johann-Conrad-Schlaun-Gymnasium in Münster ab. Anschließend zog er nach New York.
Er spielte in der Fernsehserie 24 an der Seite von Kiefer Sutherland den Assistenten Belcheck von Jack Bauer. Er drehte mit Regisseuren wie Ken Loach, Paul Greengrass, David Ayer, Pete Travis und Sönke Wortmann. Er stand vor der Kamera mit Matt Damon in Das Bourne Ultimatum, Brad Pitt und Shia LaBeouf in Herz aus Stahl, Debbie Harry in Believe the Magic, Anthony Hopkins und Bencio del Toro in Wolfman und John Goodman in Die Päpstin. Er wirkte auch in internationalen Fernsehserien wie Homeland, Law & Order, Whitechapel, Silent Witness und Counterpart mit. Tomović wurde vom englischen MovieScope Magazine als „One to Watch“ ausgewählt und vom Icon Magazine als „Rising Star“. Im deutschen Kinofilm Luna spielte er eine der Hauptrollen. Zudem übernahm er eine Rolle in Dogs of Berlin.
Tomović gab sein Regiedebüt mit dem Thriller Red. Preise und Nominierungen erhielt er auf dem North Hollywood Cinefest, Maverick Movie Awards, Naperville Independent Film Festival, San Diego International Film Festival, dem Europäischen Film Preis qualifizierenden Festival in Drama, dem BAFTA qualifizierenden Carmathen Bay Film Festival, Berlin Independent Film Festival, Tangier International Film Festival.
Er spielte die Hauptrolle im Europäischen Arthouse-Horror Vampir, wofür er auf den Hofer Filmtagen 2022 sowohl für den Hofer Goldpreis als auch den Förderpreis Neues Deutsches Kino nominiert wurde. Auf den Grenzland Filmtagen Selb 2023 gewann er hierfür den Indie-Award.

## Filmografie
- 2005: Catering
- 2007: Das Bourne Ultimatum (The Bourne Ultimatum)
- 2007: It’s a Free World
- 2009: Die Päpstin
- 2009–2013: Ein Fall für zwei (Fernsehserie, 7 Folgen)
- 2010: Polizeiruf 110: Aquarius
- 2011: Tatort: Lohn der Arbeit
- 2012: Interview with a Hitman
- 2014: 24: Live Another Day (Fernsehserie, 9 Folgen)
- 2014: Herz aus Stahl
- 2015: Bad Trip
- 2016: City of Tiny Lights
- 2016: Tatort: Der große Schmerz
- 2017: Luna
- 2018: Dogs of Berlin (Fernsehserie, 6 Folgen)
- 2022: Deus